# آماندا میر
آماندا میر (به انگلیسی: Amanda Mair) (زاده ۱۴ ژوئن ۱۹۹۴) خواننده سوئدی است.